# Arànser
Arànser ([ә'ranse] notat en ortografia tradicional Aransa) és una entitat municipal descentralitzada del municipi cerdà de Lles de Cerdanya. El 2023 tenia 48 habitants.
En el seu terme es troba l'estació d'esquí nòrdic d'Aransa.
| 1990 | 1991 | 1994 | 1995 | 1996 | 2001 | 2003 | 2005 | 2007 | 2008 | 2019 | 2023 |
| ---- | ---- | ---- | ---- | ---- | ---- | ---- | ---- | ---- | ---- | ---- | ---- |
| 60   | 55   | 55   | 55   | 52   | 51   | 49   | 47   | 46   | 47   | 40   | 48   |

## Festivitats
- Dia de la Verge del Carme